# Chen Wei-ling
Chen Wei-ling (陳葦綾T, 陈苇绫S, Chén WěilíngP; 4 gennaio 1982) è una sollevatrice taiwanese.

## Palmarès

### Olimpiadi
- 1 medaglia:
  - 1 oro (Pechino 2008 nel sollevamento pesi 48 kg)

### Giochi mondiali
- 3 medaglie:
  - 1 oro (Kaohsiung 2009 nel powerlifting 48 kg)
  - 1 argenti (Cali 2013 nel powerlifting pesi leggeri)
  - 1 bronzo (Breslavia 2017 nel powerlifting pesi leggeri)